# 梅治逸
梅治逸（1885年11月10日—1912年8月18日）字奠黄，号若愚，湖北省黄梅县孔垄镇七里湖村坝里梅墩人，中国民主革命家。

## 生平
梅治逸生于光绪乙酉年十月初四（1885年11月10日）未时。早年，为武昌南湖清军炮八标正兵，肄业于湖北陆军特别小学堂。光绪丁未年（1907年）春，经广济富商张聘安资助，梅治逸等人成立集学社，并向外拓展，梅治逸和王显斌赴安徽，武丹书赴四川，萧兴汉赴贵州。在安徽，梅治逸任排长，因言论而遭协统余大鸿排挤，便赴四川邀集武丹书、萧兴汉同赴云南，参加革命。
辛亥革命昆明重九起义时，梅治逸为李鸿祥手下的排长，在战斗中剪断了清政府的电话总线。1912年4月，唐继尧获任命为贵州都督，梅治逸随唐继尧赴贵州，任遵义督办，并兼辖巡防各事。任内，梅治逸整顿盐务。担任北路督带的邑人鲁屏州平时有不法行为。1912年秋，贵州麻垄地方出现土匪，梅治逸命令鲁屏州率部进剿，鲁屏州奉令进军后秘密折回。梅治逸率数人到鲁屏州营议事，于民国壬子七月初六（1912年8月18日）未时被鲁屏州杀害，从人也全部被杀。梅治逸享年28岁。
梅治逸被公葬于贵阳城外军校场旁（今贵阳市军分区之所在），葬礼举行时，将鲁屏州在墓前处决祭坟，梅治逸墓前还树立了较为高大的纪念碑。